# Selma Lundahl
Selma Lundahl, född 1853 i Pori, död 1934, var en finländsk skådespelare. 
Hon var ursprungligen engagerad hos August Westermark. Hon tillhörde pionjärgruppen aktörer vid Finlands nationalteater efter dess grundande 1872. Hon ska ha varit den första skådespelerska som anställdes där och räknades länge som den främsta. Hon var svensktalande men uppträdde på finländska språket. 
Hon var gift med kollegan Arthur Lundahl.